# Собрание русских фабрично-заводских рабочих Санкт-Петербурга

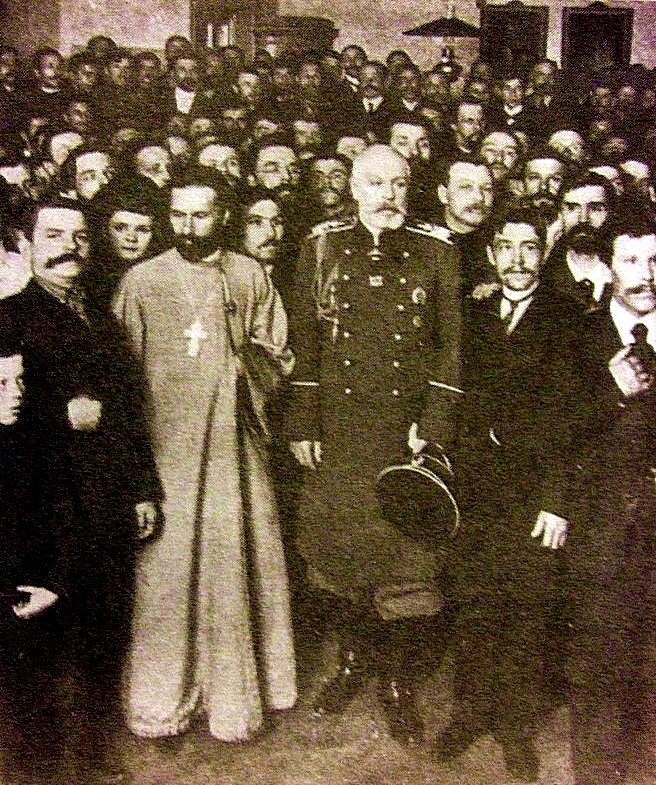
Г. А. Гапон и И. А. Фуллон на открытии Коломенского отдела «Собрания русских фабрично-заводских рабочих г. Санкт-Петербурга». Осень 1904 года

«Собра́ние ру́сских фабри́чно-заводски́х рабо́чих г. Санкт-Петербу́рга» (1904—1906) — одна из первых массовых легальных рабочих организаций в России, основанная священником Георгием Гапоном.
«Собрание» сыграло ведущую роль в начале Первой русской революции 1905—1907 годов. К началу 1905 года «Собрание» объединяло около 10 000 человек рабочих. «Собранием» была подготовлена Петиция рабочих и жителей Санкт-Петербурга и организовано шествие к царю в день Кровавого воскресенья 1905 года.

## Возникновение Собрания
«Собрание» было создано в 1903 году на базе зубатовского «Санкт-Петербургского общества взаимного вспомоществования рабочих в механическом производстве».
В августе 1903 года, после отставки С. В. Зубатова, фактическим руководителем Общества стал священник Георгий Гапон. Уезжая из Петербурга, Зубатов просил священника не бросать рабочей организации. Гапон обещал.
Собрав группу инициативных рабочих, Гапон выступил с предложением: «окончательно бросить форму Московской организации, освободиться от опеки административных нянек и, что особенно важно, создать материальную независимость». Предложение встретило единодушную поддержку. Тогда же было подобрано новое помещение для собраний и выработан новый проект устава, который был подан на утверждение в Министерство внутренних дел. В инициативную группу вошли рабочие Н. М. Варнашёв, Н. А. Степанов, И. В. Васильев, Ф. М. Горбачёв, С. В. Кладовиков, С. Е. Устюжанин, И. Зимин, Ф. Маслов, А. Семенов, В. Смирнов, А. Лехвонен и другие.
15 (28) февраля 1904 министр внутренних дел В. К. Плеве утвердил устав организации, получившей новое название — «Собрание русских фабрично-заводских рабочих г. Санкт-Петербурга».

## Вступление группы Карелина
В связи с возникшим в это время среди рабочих стремлением к созданию собственной массовой легальной организации, которая будет защищать права рабочих, в некоторых кругах рабочих-социал-демократов Петербурга возник интерес к Обществу и лично к Гапону как возможному средству создания такой организации. К ним, в частности, относился кружок А. Е. Карелина, участники которого считали неэффективной подпольно-конспиративную работу и искали путей для открытой деятельности в рабочих массах. В сентябре 1903 года Карелин сообщал своему знакомому И. И. Павлову:
«Но вот с недавнего времени попытки открытой организации, по-видимому, вступают в новую фазу. На горизонте рабочего движения появилось лицо, в высшей степени интересное во всех отношениях. В рабочее движение втискивается посторонний ему элемент — с одной стороны, противный рабочему движению в корне, с другой — несмотря на его положение, противоречащее вообще позиции рабочего движения, могущий сыграть крупную роль в нём, — это священник, а зовут его — Георгий Гапон. Держится он таким образом, что разгадать его нет никакой возможности. Говорят, что он в душе революционер и революционер яростный».
Осенью 1903 года Карелин, вместе со своей женой В. М. Карелиной и группой единомышленников с Васильевского острова, присоединился к Обществу.

## Устав и структура Собрания

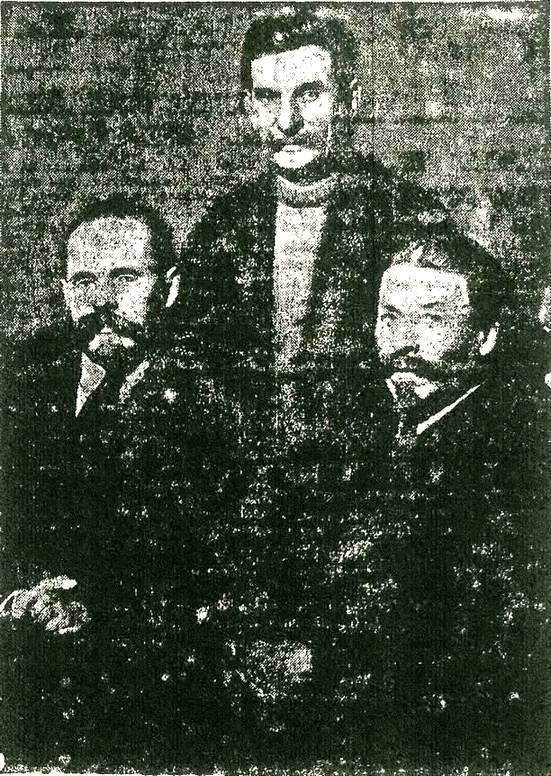
Члены «Собрания» С. В. Кладовиков, А. С. Семёнов и В. Маслов

Согласно утверждённому уставу, целями Собрания провозглашались:
- Предоставлять своим членам возможность разумно и трезво проводить свободное от работ время;
- Распространять среди рабочего населения просвещение на началах русского национального самосознания;
- Способствовать улучшению условий труда и жизни рабочих.

Для достижения этих целей Собранию предоставлялось право:
- Устраивать еженедельные собрания для разумного и всестороннего обсуждения нужд членов Собрания;
- Образовывать в своей среде светский и духовный хоры, устраивать концерты и семейно-вокальные и литературные вечера;
- Учреждать разного рода просветительные мероприятия, как то: библиотеки и читальни, народные чтения, беседы и лекции по общеобразовательным предметам;
- Образовывать различные благотворительные и коммерческие предприятия, как то: капитал взаимопомощи членов Собрания, похоронную кассу, чайную, потребительную лавку и другие учреждения, способные улучшить материальное положение членов Собрания[4][5].

Действительными членами Собрания могли быть русские рабочие обоего пола, русского происхождения и христианского исповедания. Во главе Собрания стоял кружок ответственных лиц, состоящий из учредителей Собрания и пополняемый особо установленным порядком достойными того действительными членами Собрания. Непосредственное управление делами Собрания принадлежало Правлению, избираемому общим собранием из числа членов, входящих в кружок ответственных лиц. Члены Правления утверждались в своих званиях градоначальником.
Руководителем кружка ответственных лиц состоял Представитель Собрания, избираемый на первое трёхлетие кружком, а затем — общим собранием из интеллигентных лиц духовного или светского звания. Представитель утверждался в своей должности градоначальником и являлся главным руководителем и контролёром Собрания. Представитель считался также уполномоченным Собрания по всем его делам и вёл всю переписку Собрания.
Представителем Собрания на первое трёхлетие был избран Георгий Гапон. В состав Правления были избраны рабочие: А. Е. Карелин, И. В. Васильев, Н. М. Варнашёв, Д. В. Кузин, С. В. Кладовиков, Н. А. Степанов и другие. Председателем Правления стал И. В. Васильев, секретарём — Д. В. Кузин, казначеем — А. Е. Карелин.

## Начало деятельности Собрания
11 (24) апреля 1904 в чайной-клубе Выборгского отдела (Оренбургская ул. 23) в присутствии градоначальника И. А. Фуллона состоялось первое заседание.

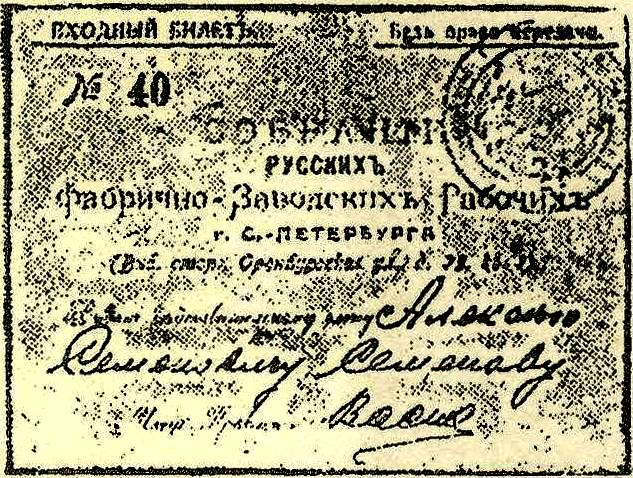
Входной билет члена «Собрания русских фабрично-заводских рабочих» А. С. Семёнова

Вслед за первым отделением, в мае открылось второе на Васильевском острове, в июне — третье (за Нарвской заставой), и т. д. Всего до конца 1904 года были образованы 11 районных отделов «Собрания», количество участников превысило 10 тысяч человек. Все отделы работали ежедневно с 7 часов вечера, при них имелись чайные, библиотеки, читальные залы, работали кружки (математические, музыкальные, иностранных языков, гимнастические и др.). По средам и воскресеньям устраивались лекции, собрания, музыкальные и танцевальные вечера. Активное участие в работе «Собрания» принимали женщины.
Согласно воспоминаниям А. Е. Карелина, «у рабочих была страшная охота заниматься. И чем только они не занимались. Кто математикой, кто русским языком, а кто и иностранными языками. На что они были им, не знаю, а занимались и этим. Занимались музыкой и даже гимнастикой».
Согласно воспоминаниям И. И. Павлова, отвечавшего за музыкальную часть,
«Идея объединения проникала в рабочие массы, а возможность собираться и обсуждать свои нужды для более сознательных, и для некоторых, в особенности для женщин, возможность получения известного удовольствия от музыкальных вечеров, после которых рабочая молодежь преисправно заводила самые модные танцы, — очень способствовала популярности нового учреждения в широких рабочих кругах».

Что касается освещения политических вопросов, то, как отмечал И. И. Павлов, «спокойный и уверенный тон руководителей „Собрания“, постоянно снимавших рискованные вопросы с публичного их обсуждения, но во время перерывов не скрывавших, что такая осторожность вынужденная и временная, с другой — органическая потребность в рабочих массах того или иного выхода из подпольного обсуждения своих нужд на более широком просторе, — создавали в высшей степени подходящую атмосферу». По мере открытия новых отделов и роста количества членов обсуждение рабочих нужд стало допускаться в более широком объёме, но делалось это в высшей степени осторожно.
Поддержку «Собранию» (в том числе финансовую) оказывали петербургское охранное отделение, Департамент полиции и градоначальство. Согласно воспоминаниям Гапона,
«Около того времени (конца июня) меня пригласили в охранное отделение и предложили мне большую сумму денег для нашего общества. Как мне ни горько было принять даже и часть, но, чтобы отвлечь подозрения, я взял четыреста рублей и внес эту сумму в наши книги как анонимный дар. Впоследствии я слышал, что русский посол во Франции упрекал меня в том, что я брал деньги от правительства и эти же деньги употреблял против него. Он, очевидно, забывал, что эти деньги были взяты из народного кармана и я их только возвращал тому, кому они принадлежали».

## Одиннадцать отделов Собрания
По мере роста численности Собрания в разных районах Петербурга стали открываться его новые отделы. Всего к концу 1904 года открылось 11 отделов:
- Выборгский отдел («Центр») — на Выборгской стороне (Оренбургская улица);
- Нарвский отдел — за Нарвской заставой (Петергофское шоссе);
- Василеостровский отдел — на Васильевском острове (4-я линия);
- Коломенский отдел — в Коломенском районе;
- Рождественский отдел — в Рождественском районе;
- Петербургский отдел — на Петербургской стороне (Геслеровский переулок);
- Невский отдел — за Невской заставой (Ново-Прогонный переулок);
- Московский отдел — за Московской заставой;
- Отдел на Обводном канале — на Обводном канале (Дровяная улица);
- Гаваньский отдел — в районе Галерной Гавани (Гаванская улица);
- Колпинский отдел — в городе Колпино[6].

## Убийство Плеве и рост политизации
15 (28) июля 1904 в результате террористического акта, организованного партией эсеров, был убит министр внутренних дел Плеве. 26 августа (8 сентября) 1904 новым министром внутренних дел был назначен либерально настроенный П. Д. Святополк-Мирский, призвавший к созданию взаимного доверия между правительством и обществом. Последовал период активизации общественной жизни в России, получивший название «весны Святополк-Мирского».

Согласно воспоминаниям А. Е. Карелина, 
«С наступлением весны Святополка-Мирского забросили лекции и стали читать исключительно газеты. В это время начались земские петиции, мы читали их, обсуждали и стали говорить с Гапоном, не пора ли, мол, и нам, рабочим, выступить с петицией самостоятельно. Он отказывался… У нас же было большое желание выступить с петицией. С ноября месяца идет глухая агитация: „предложить своё, с низов“».
К концу 1904 года между Гапоном и Правлением возникли серьёзные разногласия. Гапон имел большое влияние среди «малосознательных» рабочих, составлявших основную массу членов Собрания. Правление, группировавшееся вокруг супругов Карелиных, имело больше влияния среди «сознательных» рабочих. В декабре 1904 года разногласия дошли до предела, и «штабная оппозиция» была готова свергнуть Гапона с пьедестала рабочего вождя. Однако увольнение нескольких рабочих-членов Собрания на Путиловском заводе заставило руководство Собрания забыть о внутренних разногласиях и консолидироваться в борьбе за права рабочих.

## Январская рабочая забастовка
В декабре среди рабочих Путиловского завода распространился слух, что по представлению мастера Тетявкина уволены с завода без всякого предупреждения четверо рабочих, причем в рабочей среде передавалось, что истинной причиной увольнения этих рабочих была принадлежность их к Собранию. Согласно воспоминаниям Гапона,
«Несомненно, увольнение было вызвано тем, что они принадлежали к нашему союзу, так как, рассчитывая их, им сказали: „Несомненно, ваш союз поддержит вас“… я счел своим долгом перед союзом стать на защиту исключенных и довести дело до конца, каков бы он ни был… Если мы оставим уволенных на произвол судьбы, доверие к нашему союзу неизбежно и навсегда поколеблется».
28 декабря 1904 (10 января 1905) депутация членов Собрания рабочих Путиловского завода, во главе с Гапоном, отправилась к тогдашнему директору Путиловского завода С. И. Смирнову. Депутация заявила, что от имени Собрания она просит о неприменении репрессий по отношению к членам Собрания вообще и в частности — о принятии обратно уволенных и подлежащих увольнению товарищей. Директор Смирнов категорически отказал в просьбе депутации.
2 (15) января 1905 на экстренном собрании членов Путиловского отдела Собрания было решено со следующего дня прекратить работу и потребовать от директора увольнения мастера Тетявкина и обратного приема уволенных рабочих.
3 (16) января 1905 в 8 часов утра началась забастовка на Путиловском заводе.
4 (17) января 1905 бастовавшие рабочие предъявили ряд дополнительных требований, в частности: 1) 8-часового рабочего дня, 2) работы на 3 смены, 3) отмены сверхурочных работ, 4) повышения платы чернорабочим, 5) улучшения санитарной части на заводе и 6) бесплатной врачебной помощи.
К директору завода явилась новая депутация рабочих со священником Гапоном во главе, но директор безусловно отказал, как в увольнении мастера, так и в повышении заработной платы.
В тот же день забастовал завод Франко-Русского общества (2 000 рабочих) и предъявил администрации ряд требований и в том числе 8-часового рабочего дня.
7 (20) января 1905 с утра забастовали все крупные заводы и фабрики в С.-Петербурге и прекратили работы и многие мелкие производства, а равно и типографии, частью самостоятельно, а частью по принуждению забастовавших ранее.

## Составление рабочей петиции

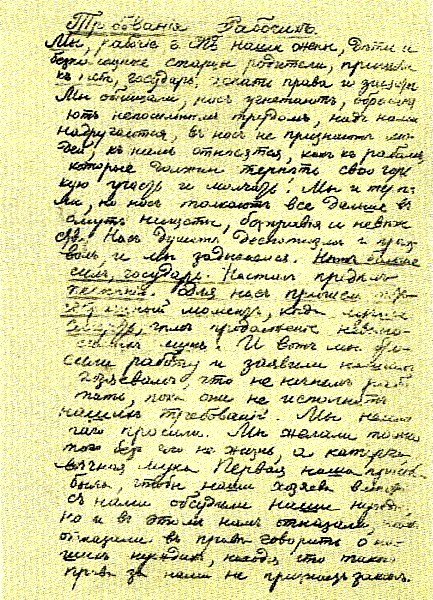
Один из рукописных списков Петиции 9 января 1905 года

В ходе забастовки у радикально настроенных рабочих «Собрания» возникла идея о подаче царю петиции о народных нуждах, которая быстро получила всеобщую популярность. После некоторых колебаний эта идея была поддержана Гапоном, который предложил организовать подачу петиции царю как массовое шествие рабочих к Зимнему дворцу.
5 (18) января 1905 текст петиции обсуждался с представителями социал-демократов, которые предложили Гапону свой вариант текста. Ознакомившись с предложенными вариантами, Гапон отверг их все и в ночь с 6 на 7 января собственноручно написал свой вариант петиции. 7 и 8 января этот текст петиции обсуждался в собрании рабочих и после внесения нескольких поправок был утверждён членами общества. Основным требованием петиции был немедленный созыв Учредительного собрания на условиях всеобщей, тайной и равной подачи голосов. В дополнение к этому, выдвигался ряд политических и экономических требований, таких как амнистия политических заключенных, расширение прав и свобод граждан, замена косвенных налогов прямым прогрессивным подоходным налогом, введение 8-часового рабочего дня и т. д. Завершалась петиция прямым обращением к царю:
«Вот, государь, наши главные нужды, с которыми мы пришли к тебе… Повели и поклянись исполнить их, и ты сделаешь Россию и счастливой и славной, а имя твое запечатлеешь в сердцах наших и наших потомков на вечные времена. А не повелишь, не отзовешься на нашу мольбу, — мы умрем здесь, на этой площади, перед твоим дворцом. Нам некуда больше идти и незачем. У нас только два пути: или к свободе и счастью, или в могилу…»

## События 9 января 1905 года
В ходе произошедших столкновений рабочих с полицией, рабочая демонстрация, направлявшаяся к Зимнему дворцу, была разогнана частями регулярной армии. По официальным правительственным данным, количество погибших составило 130 человек, раненых — 299 человек.
После разгона демонстрации, по воспоминаниям А. Е. Карелина, в отделах Собрания можно было наблюдать, как
«люди, не только молодые, а и верующие прежде старики, топтали портреты царя и иконы. И особенно топтали и плевали те, кто прежде в отделах заботился о том, чтобы пред иконами постоянно лампадки горели, масла в них подливали, лампадочники и те веру в царя и бога потеряли».

## История Собрания после 9 января
10 (23) января 1905 деятельность Собрания была запрещена, его банковский счет на 3000 руб. и имущество арестованы.
«Собрание» возобновило свою деятельность после Октябрьского манифеста в ноябре 1905 года. Гапон был вновь избран его руководителем, а правительство графа С. Ю. Витте отпустило на восстановление работы «Собрания» более 30 тыс. рублей. Однако в результате борьбы правительственных группировок в феврале 1906 года «Собрание» было вновь и окончательно закрыто. В марте того же года Гапон был убит в Озерках.

## Галерея персоналий

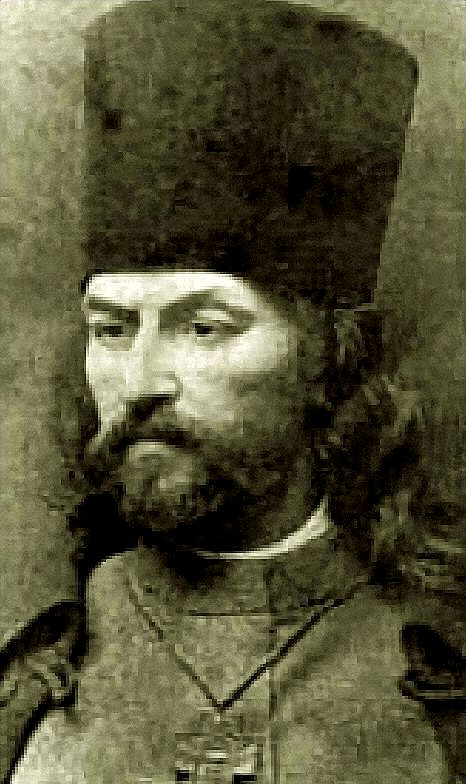
Георгий Аполлонович Гапон
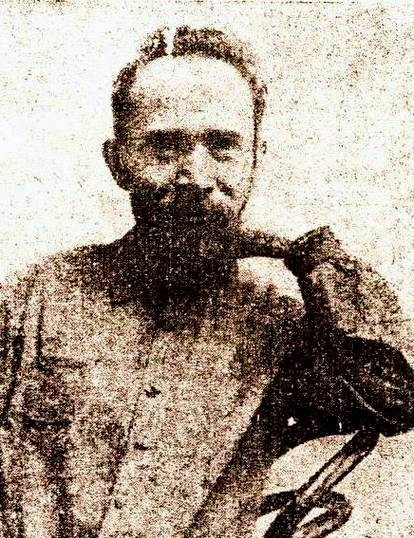
Алексей Егорович Карелин
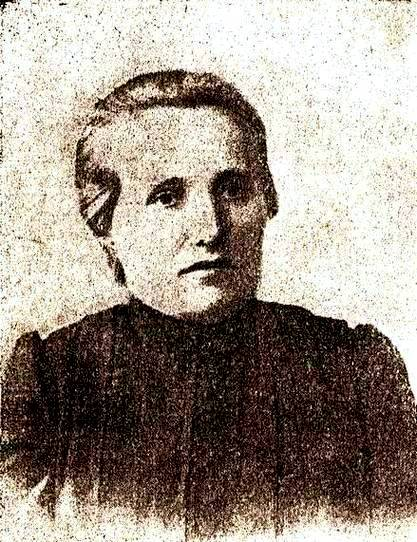
Вера Марковна Карелина
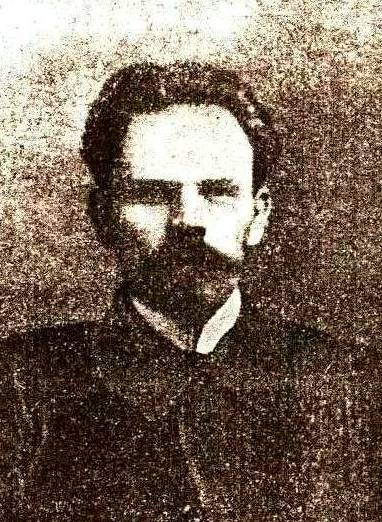
Герасим Сергеевич Усанов
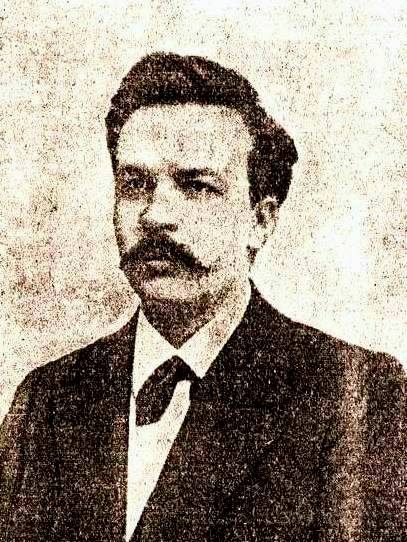
Иван Михайлович Харитонов
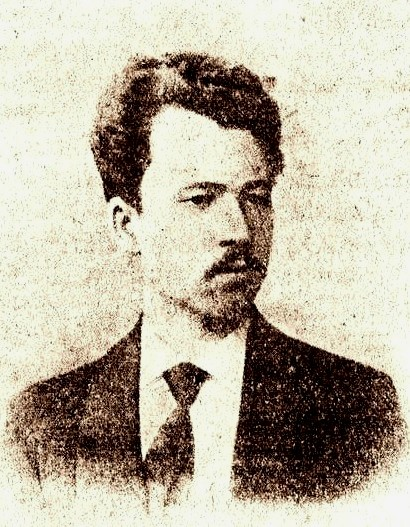
Степан Сергеев
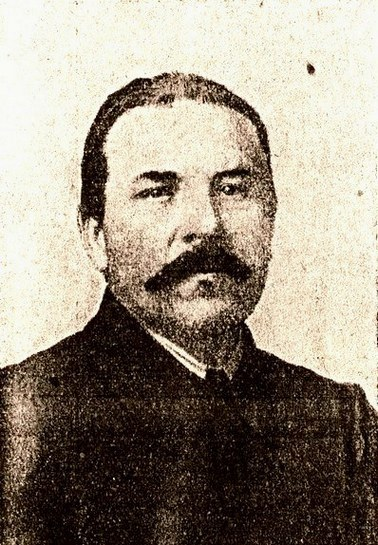
Владимир Антонович Андринг